# Éragny-sur-Epte
Éragny-sur-Epte es una comuna francesa situada en el departamento de Oise, en la región de Alta Francia.

## Demografía
{{Evolución demográfica
|1962=
|1968=
|1975=
|1982={{Centrar|508}